# Wereldkampioenschappen BMX 2015
De wereldkampioenschappen BMX 2015 werden van  21 tot en met 25 juli georganiseerd in Heusden-Zolder, België.

## Medailles

### Mannen
| Onderdeel        | Goud | Goud            | Zilver | Zilver           | Brons | Brons         |
| ---------------- | ---- | --------------- | ------ | ---------------- | ----- | ------------- |
| BMX elite        | NED  | Niek Kimmann    | NED    | Jelle van Gorkom | SUI   | David Graf    |
| BMX junioren     | ARG  | Exequiel Torres | USA    | Collin Hudson    | FRA   | Romain Racine |
| Tijdrit elite    | FRA  | Joris Daudet    | NED    | Niek Kimmann     | USA   | Connor Fields |
| Tijdrit junioren | AUS  | Shane Rosa      | AUS    | Brandon Te Hiko  | USA   | Collin Hudson |

### Vrouwen
| Onderdeel        | Goud | Goud              | Zilver | Zilver            | Brons | Brons              |
| ---------------- | ---- | ----------------- | ------ | ----------------- | ----- | ------------------ |
| BMX elite        | VEN  | Stefany Hernandez | AUS    | Caroline Buchanan | DEN   | Simone Christensen |
| BMX junioren     | FRA  | Axelle Etienne    | RUS    | Svetlana Admakina | USA   | Kelsey Van Ogle    |
| Tijdrit elite    | COL  | Mariana Pajón     | USA    | Alise Post        | NZL   | Sarah Walker       |
| Tijdrit junioren | NED  | Axelle Etienne    | NED    | Ruby Huisman      | RUS   | Natalia Afremova   |

### Medaillespiegel
| Plaats | Land             | Goud | Zilver | Brons | Totaal |
| 1      | Frankrijk        | 3    | 0      | 1     | 4      |
| 2      | Nederland        | 1    | 3      | 0     | 4      |
| 3      | Australië        | 1    | 2      | 0     | 3      |
| 4      | Argentinië       | 1    | 0      | 0     | 1      |
| 4      | Colombia         | 1    | 0      | 0     | 1      |
| 4      | Venezuela        | 1    | 0      | 0     | 1      |
| 7      | Verenigde Staten | 0    | 2      | 3     | 5      |
| 8      | Rusland          | 0    | 1      | 1     | 2      |
| 9      | Duitsland        | 0    | 0      | 1     | 1      |
| 9      | Nieuw-Zeeland    | 0    | 0      | 1     | 1      |
| 9      | Zwitserland      | 0    | 0      | 1     | 1      |
| Totaal | Totaal           | 8    | 8      | 8     | 24     |

1996 ·
1997 ·
1998 ·
1999 ·
2000 ·
2001 ·
2002 ·
2003 ·
2004 ·
2005 ·
2006 ·
2007 ·
2008 ·
2009 ·
2010 ·
2011 ·
2012 ·
2013 ·
2014 ·
2015 ·
2016 ·
2017 ·
2018 ·
2019 ·
2021 ·
2022 ·
2023